# Michail Nikolaevič Zacharov
Michail Nikolaevič Zacharov (in russo Михаил Николаевич Захаров?; San Pietroburgo, 5 novembre 1912 – Leningrado, 19 febbraio 1978) è stato un militare sovietico. Era un ufficiale della marina sovietica e ha partecipato alla seconda guerra mondiale.

## Biografia
Nato a San Pietroburgo, nell'Impero russo nel 1912, Zacharov iniziò la sua carriera militare nel 1930 nelle brigate di artiglieria della difesa costiera, prima di diventare commissario politico. Fu commissario presso la base della flotta del Pacifico a Nikolaevsk-na-Amure durante l'invasione tedesca dell'Unione Sovietica e durante la guerra prestò servizio nei consigli militari della flotta del Pacifico, nel distretto militare del Volga e nella flotta del Nord. Continuò  come propagandista e come istruttore senior, e in seguito come ispettore dell'amministrazione politica della flotta.
Zacharov prestò servizio nel dipartimento politico della flotta del Mar Nero dopo la guerra, e nel 1956 si unì al consiglio militare della flotta del Pacifico, nella quale prestò servizio per i successivi 15 anni, passando attraverso i ranghi fino a diventare ammiraglio.
In quel periodo era stato deputato sia del Soviet Supremo dell'Unione Sovietica che del Soviet Supremo della RSFS Russa.
Il suo ultimo incarico fu quello di capo del dipartimento politico dell'Accademia navale. Abbandonò le sue funzioni nell'agosto del 1976 e nel febbraio del 1977 si ritirò a causa di problemi di salute. Morì a Leningrado il 19 febbraio 1978 e fu sepolto nel cimitero di Serafimovskoe. Necrologi apparvero su Leningradskaja Pravda il 21 febbraio; Krasnaja Zvezda il 22 febbraio; e Sovetskij Morjak il 24 febbraio 1978.
Ha ricevuto numerosi premi e riconoscimenti per la sua carriera, e dopo la sua morte nel 1978 una strada a Vladivostok e un cacciatorpediniere della classe Udaloy sono stati nominati in suo onore.